# Ein MordsTeam ermittelt wieder
Ein MordsTeam ermittelt wieder ist eine französische Actionkomödie von Louis Leterrier. Es handelt sich um die Fortsetzung von Ein Mordsteam aus dem Jahr 2012. In den Hauptrollen spielen Omar Sy und Laurent Lafitte Polizeidetektive, die einen Mord aufklären. Der Film erschien international am 6. Mai 2022 auf Netflix.

## Handlung
Ousmane Diakité und François Monge sind Polizisten in unterschiedlichen Abteilungen, obwohl sie vor langer Zeit zusammen gearbeitet haben. François findet eine halbe Leiche, wofür Ousmane zuständig ist. Mit ihm werden währenddessen für die sozialen Medien Promovideos gedreht. Die andere Hälfte der Leiche wird in den französischen Alpen gefunden. François begleitet Ousmane bei den Ermittlungen. In der Stadt, in der die beiden weiterermitteln, ist ein rechtsradikaler Politiker Bürgermeister. Ousmane begegnet deshalb sofort und wiederholt Rassismus.
Bei den Ermittlungen zu der gefundenen Leiche stellt sich heraus, dass der Bürgermeister zentral eine Anschlagsserie plant. Ousmane und François fahren zum Treffpunkt der rechtsextremen Attentäter und können die meisten Leute aufhalten. Ein Attentäter entwischt aber und aktiviert Bomben an einem Haus, in dem viele Ausländer wohnen. Ousmane und François schaffen es, alle Einwohner zu evakuieren. Sie sind bei der Explosion aber noch im Haus. Sie überleben trotzdem. Es wird ein neues Promovideo gezeigt, nur diesmal mit François statt Ousmane.

## Hintergrund
Omar Sy und Laurent Lafitte wollten neun Jahre nach Ein Mordsteam wieder zusammenarbeiten. Louis Leterrier wollte nach Lupin mit Omar Sy weiterarbeiten. So kam das Projekt zustande, Ein MordsTeam ermittelt wieder zu drehen. Der Drehort, an dem im Film der Terroranschlag passiert, ist der Pavillon Keller in Livet-et-Gavet. Die übrigen Aufnahmen im ländlichen Gebiet fanden im Département Savoie statt. Außerdem wurde am Universitätscampus von Grenoble und in einem Gebäude von Électricité de France gedreht.
Der Film erschien international am 6. Mai 2022 auf Netflix.

## Kritiken
Der Film hat bei Rotten Tomatoes eine Zustimmungsrate von 41 Prozent.
Mathias Halbig vom RedaktionsNetzwerk Deutschland lobt die Actionszenen und den Humor des Films. Allerdings sei der Film zu hektisch und die politische Aussage sei verharmlosend.
Catherine Balle gibt dem Film in Le Parisien 4 von 5 Sternen. Sie hebt neben der Action die Darstellung der freundschaftlichen Beziehung der Protagonisten hervor.
Das Lexikon des internationalen Films vergibt 1 von 5 Sternen und urteilt: „Alberne und belanglose Krimikomödie, die vorgibt, akute Probleme der französischen Gesellschaft aufzugreifen, ohne aber für eine ironische Brechung zu sorgen. Einige Szenen sind so geschmacklos und irritierend, dass sie nicht zu einer Komödie passen wollen.“